# Labyrint

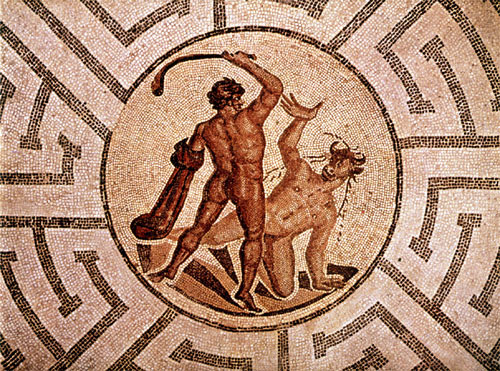
Římská mozaika zobrazující Thésea a Mínótaura. Raetie, Švýcarsko

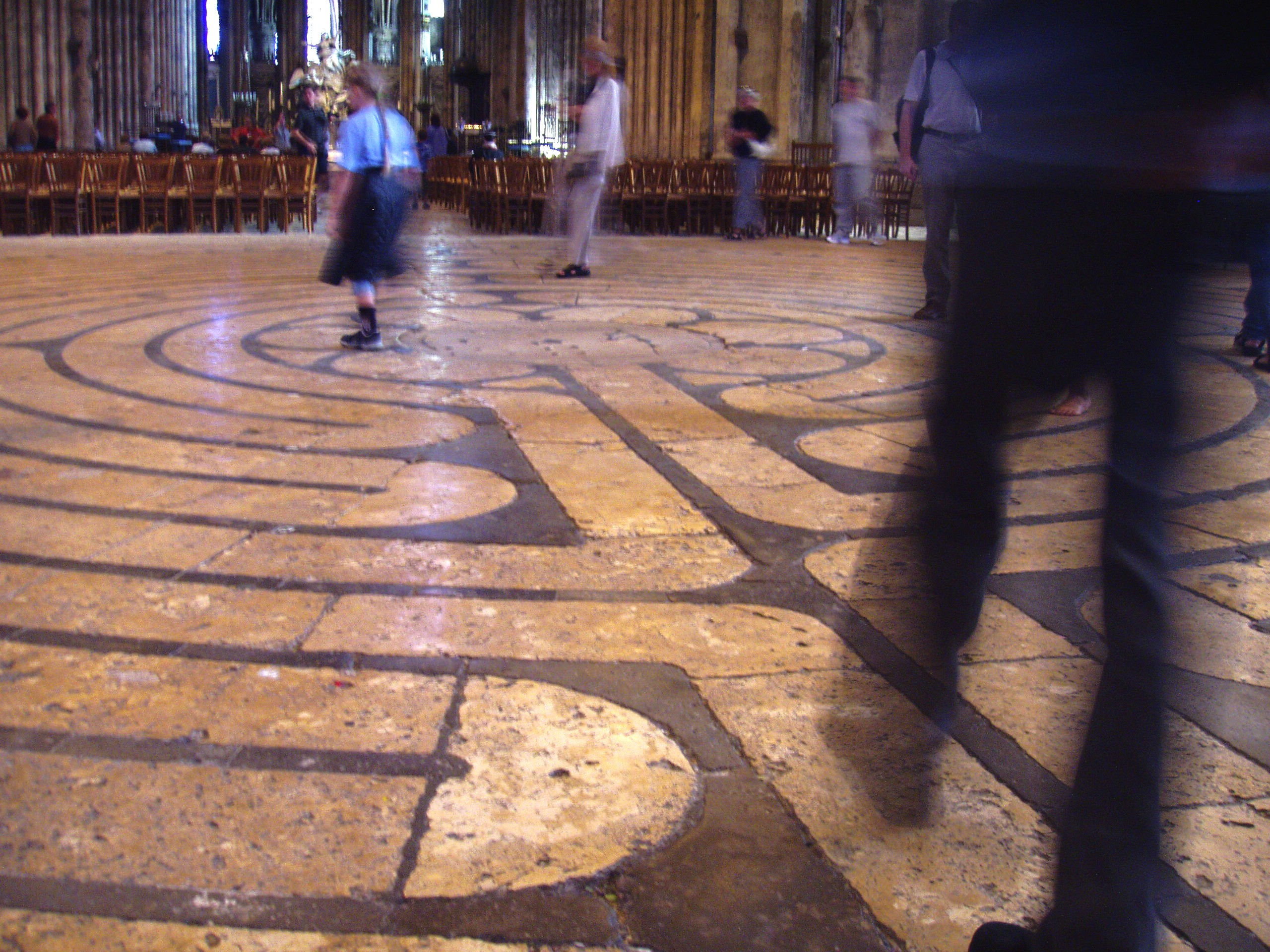
Labyrint na podlaze v katedrále ve francouzském Chartres

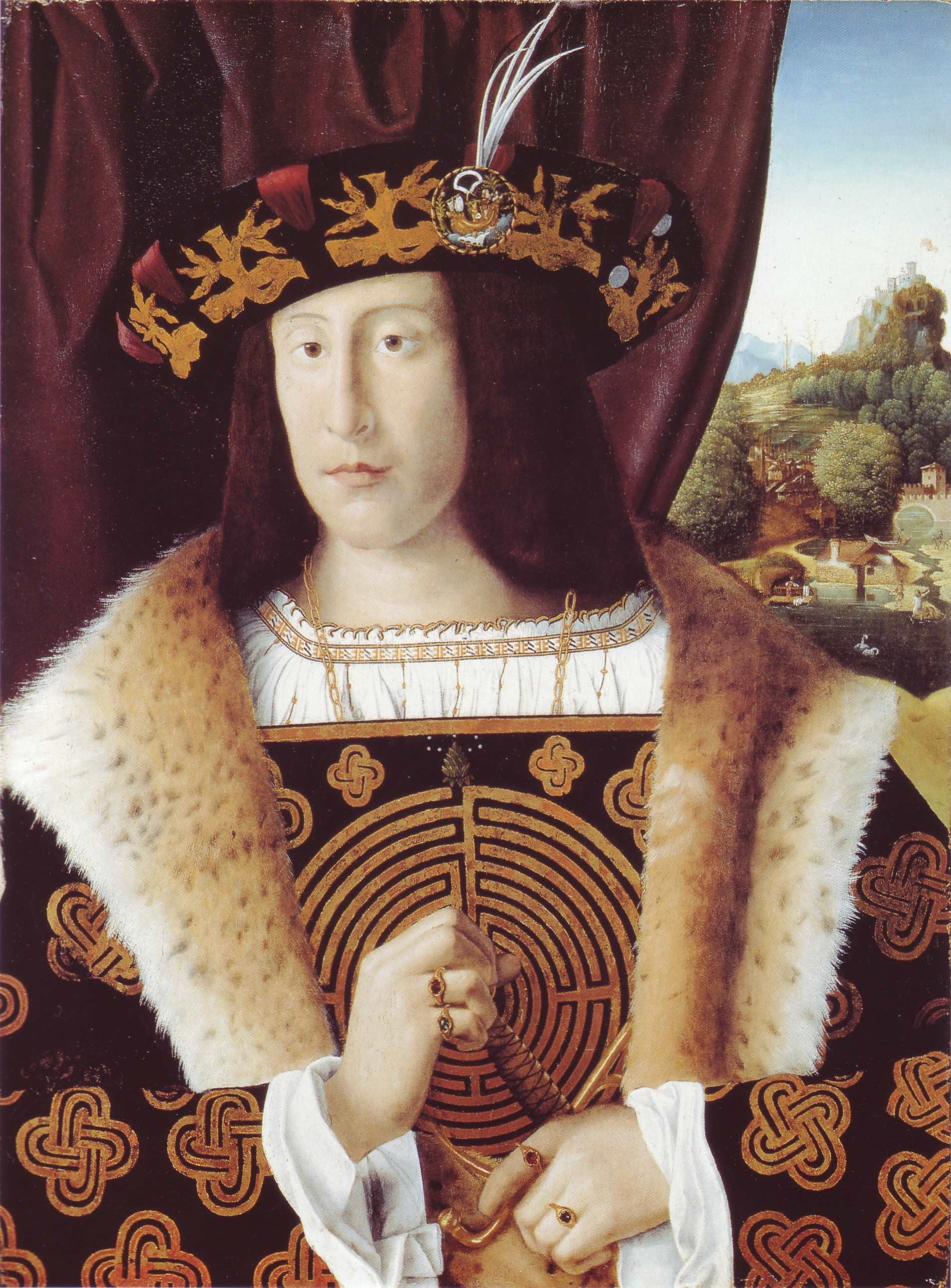
Bartolomeo Veneto, Portrét mladého muže s labyrintem na srdci, okolo 1510, olej na dřevě

Labyrint (řecky λαβύρινθος labyrinthos) je rozlehlá složitá struktura vytvořená tak, aby bylo těžké z ní najít cestu ven. Někdy se rozlišuje bludiště, které má větvící se cesty s možnosti volby více možných tras, zatímco labyrint obsahuje do svého středu pouze jedinou cestu.
Labyrinty mohou být realizovány jak fyzicky, například z živých plotů v zámecké zahradě, tak i symbolicky. Symbolicky jsou zastoupeny v umění nebo jako vzory na keramice, na stěnách jeskyní, atd. Reprezentace jsou po celém světě podobné a jsou obecně malovány na zem tak, aby lidé mohli chodit od vstupního bodu do středu a zpět. Labyrinty se používají pro skupinové rituály a meditace.
Mínóův labyrint ve staré řecké mytologii navrhl a postavil legendární řemeslník Daidalos pro krétského krále Mínóa v paláci Knóssos. Úkolem bylo zadržet strašného Mínótaura – tvora, který byl z poloviny člověkem a napůl býkem. Mínotaura nakonec zabil statečný aténský hrdina Théseus. Daidalos postavil Labyrint tak šikovně a chytře, že on sám dokázal po dokončení stavby jen stěží uniknout, Théseovi však pomohla Ariadna (dcera krále Mínóa) a její osudové klubko nití, které mu pomohlo najít cestu zpět.

## Klasifikace a typy
Labyrinty ve tvaru čtverce nebo obdélníku jsou zřejmě ty nejstarší. První známé vyobrazení a pravděpodobně nejstarší labyrint tohoto typu se našel na hliněné destičce v řeckém městě Pylu.
Kulaté nebo kruhové se objevily u Etrusků na konci sedmého století před naším letopočtem v Itálii; pozdější nálezy pocházejí z paláce Knóssos z konce třetího století. Někteří odborníci se domnívají, že tento Knósský palác a Mínóův labyrint jsou totožné.
Bludiště se rozdělují do dvou hlavních skupin. První skupinou jsou klasické labyrinty: Mají jeden jediný vstup a k dosažení středu se používá jedné cesty, která nenabízí žádnou jinou možnost. Tím, že existuje jedna jediná cesta, nemůže poutník minout cíl.
Druhou skupinou jsou klasická bludiště (bludiště s alternativními cestami): Mohou mít více vstupů a více výstupů, více nejednoznačných cest a poutník v nich snadno zabloudí. Bludiště se začaly používat v zahradách v Anglii ve dvanáctém století a sloužily jako ideální místo pro romantické chvíle. Postupně se rozšířily po celé Evropě, zejména ve Francii a Itálii. Typická bludiště jsou například v zahradách Andrého Le Nôtre ve Versailles a Caboniho Villa Pisani v Itálii.
Každá z těchto dvou velkých skupin se navíc rozděluje do podkategorií v závislosti na systému a vedení cest:
- Klasický nebo Krétský labyrint: labyrint oválného tvaru a velmi jednoduchého tvaru.
- Římský labyrint: Labyrint který byl původně čtverec, rozdělený na čtyři kvadranty kolem středu, později se skládá ze soustředných kruhů, se stejným dělení prostoru na čtvrtiny okolo středu bludiště.
- Barokní labyrint: Má několik slepých cest s jednou jedinou správnou cestou ke středu. Pojmenován je podle období baroka.
- Labyrint arboreum: Labyrint se strukturou arboreta, na konci chodby je vidlička ve tvaru „Y“. Uprostřed bývá strom.
- Labyrint typu Hampton Court: nachází se v paláci Hampton Court u Londýna a tvoří jej živé ploty
- Středověký labyrint: s přídomkem kruhový je typicky použit na podlahách katedrál, obvykle složitější konstrukce.
- Labyrint Boughton Green: je pojmenován podle stejnojmenného města
- Labyrint v německém parku Altjeßnitz
- Labyrint zvaný Trojské město

## Místa
Známý je labyrint v kostele v Orléansville v Alžírsku, řezba labyrintu v italské Lucce, na normandské křtitelnici v Lewannicku v Coirnwallu, v chrámu v Bournu v Cambridgeshiru a v katedrále v Ely. Známé jsou také labyrinty křovinné, např. v Hampton Court Palace u Londýna. Replika labyrintu v Chartres je asi z roku 1220.
Labyrinty se zabývá Američanka Lauren Actress, která je objevila díky Jean Houstonové.
| „                | Labyrinty znaly mnohé duchovní tradice. Židovský strom života, vždyť to je labyrint. Šamanský kruh indiánů kmene Hopi, to je také labyrint. Krétský labyrint je znám z předkřesťanské doby. Labyrintem můžete procházet, ať jste jakéhokoliv vyznání. | “ |
| — Lauren Actress | |   |

V zahraničí jsou známé moderní labyrinty zejména ve Willen Parku, Milton Keynes; Grace Cathedral v San Franciscu; Tapton Park v Chesterfieldu; Old Swedes Church ve Wilmingtonu; labyrint v Shed 16 v Old Portu v Montrealu a na náměstí Trinity Square v Torontu.

### České země
V Čechách se na zámku v Loučeni (mezi Nymburkem a Mladou Boleslaví) nachází celé Labyrintárium v Loučeni – jedenáct různých typů labyrintů a bludišť podle projektů architekta Adriana Fishera z Anglie.
V Brandýse nad Orlicí vznikl první ryze přírodní labyrint britského typu v Čechách. Stěny tvoří habr obecný a má tvar čtverce ve kterém je vepsaná zjednodušená azimutálně pojatá kresba zemské koule.
Labyrint je také v zahradě společnosti Botanicus v Lysé nad Labem, u zříceniny Nový Hrad u Hanušovic, u rybníka v Úněticích u Prahy nebo v Praze, na Vyšehradě nebo v zahradě trojského zámku. V Praze je také zrcadlový labyrint v Bludišti na Petříně.
Městský labyrint Frýdek-Místek, průměr 11,12 m.

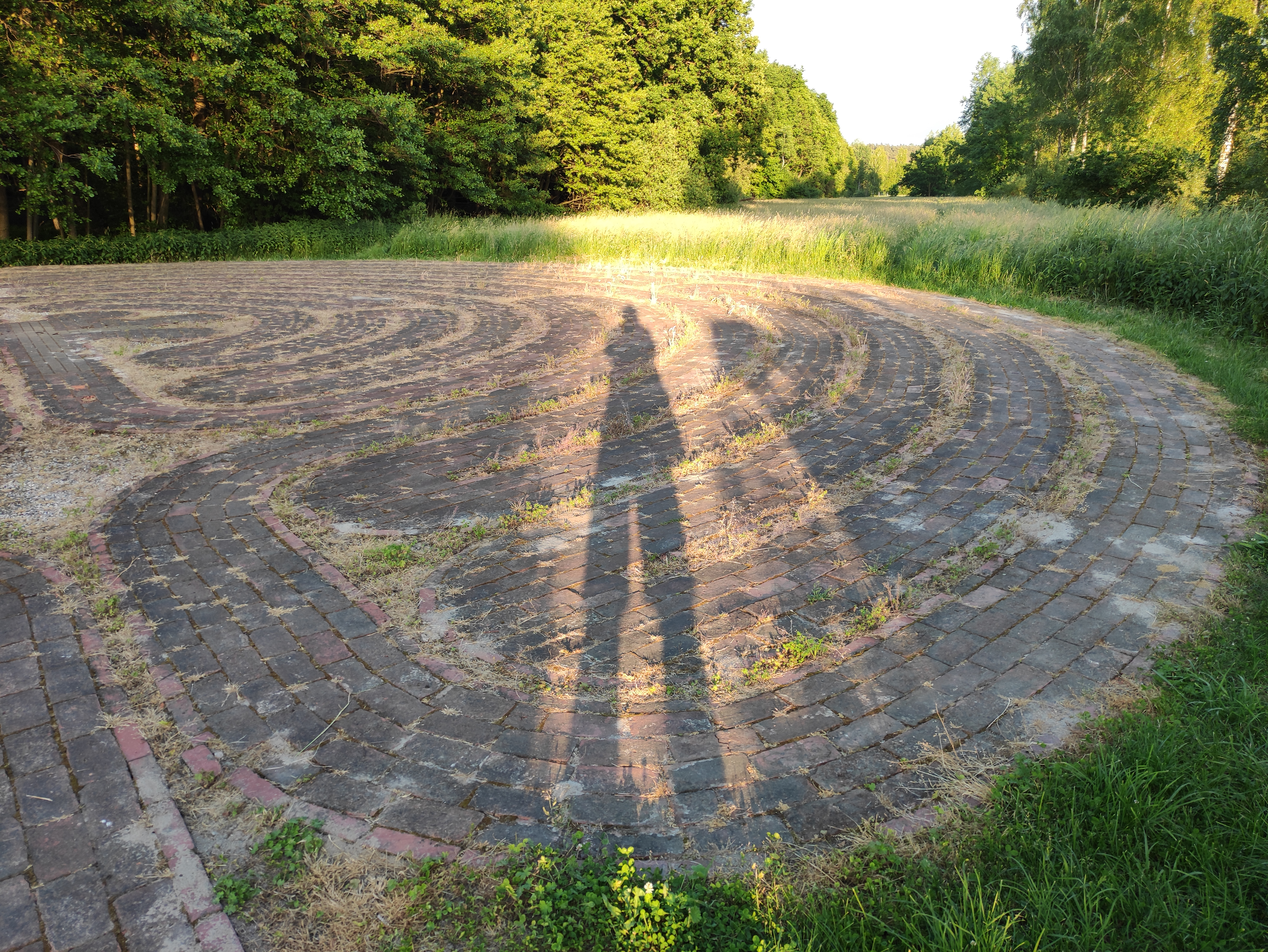
Křesťanský labyrint (Bělá)

Labyrint v Havířově, průměr 9 m. Nachází se v centru města.
Labyrint v Třinci, průměr 10 m. Labyrint je umístěn v městském lesoparku.
Labyrint v Senohrabech u Prahy. První malovaný školní labyrint v České republice, průměr 9 m. Umístěn před budovou ZŠ Senohraby.
Labyrint v Bohumíně, plocha 800 m2. Umístěn blízko aquacentra, sportovní haly a zimního stadionu.
Labyrint z levandulí v obci Kyžlířov, průměr 21 m.
Křesťanský labyrint v obci Bělá v okrese Opava.

## Moderní bludiště

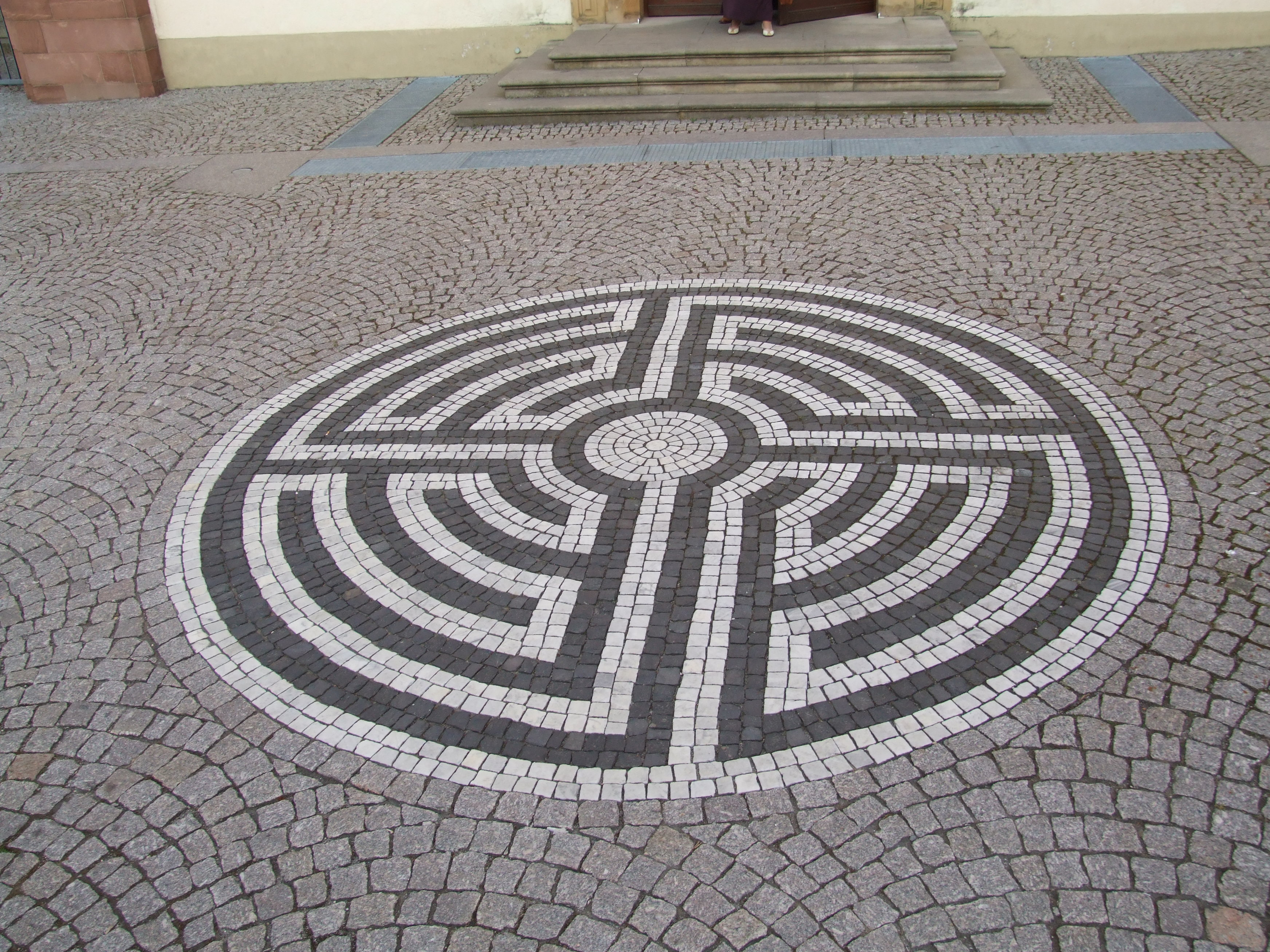
Labyrint v německém St. Lambertu, Mingolsheim

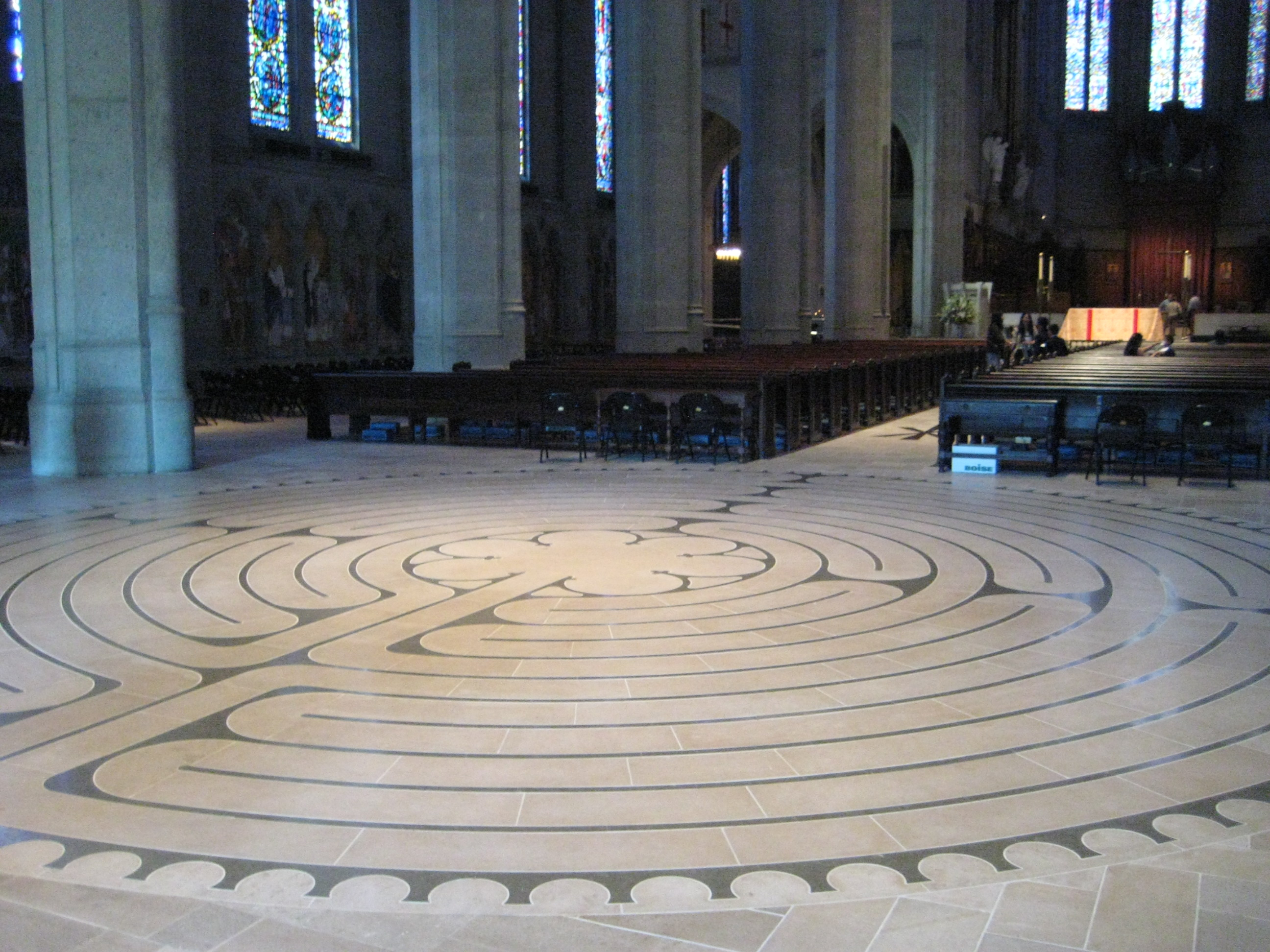
Labyrint na podlaze katedrály Grace, San Francisco

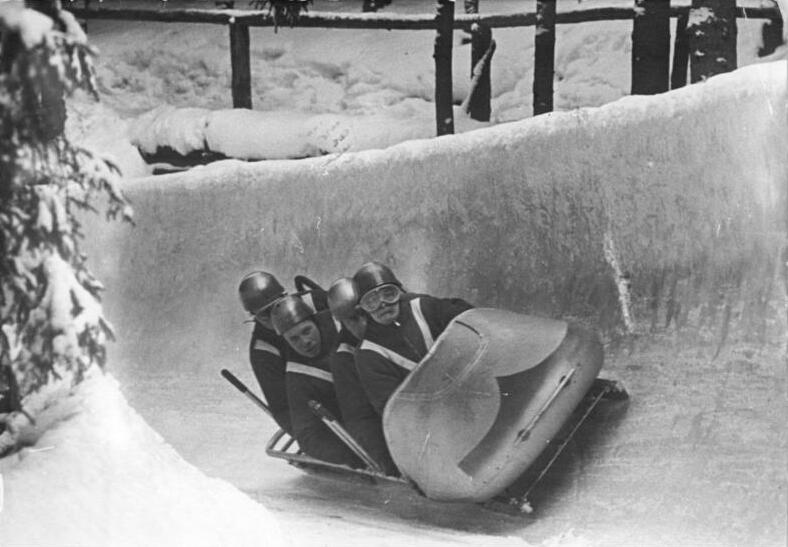
Bobová dráha, Wadeberg-Bobbahn, 1956

V posledních letech došlo k oživení zájmu o labyrinty a jejich symboliku. Inspirují se jí mnohé stavby v Čechách i v zahraničí, a které již byly popsány výše.
Vzniklo bezpočet počítačových her, které zachycují tematiku bludiště nebo labyrintu.

## Labyrint v umění
Takzvaný labyrint Chakravyuha, pro který je typický trojnásobný vzor spirály, byl například zobrazen s vojákem uprostřed ve válce v Kurukshetře ve staroindickém eposu Mahábhárata.

### Moderní pojetí
V moderním zobrazení se stále zaměňují významy labyrintu a bludiště, ve kterém se může člověk ztratit.
Mýtus o labyrintu v poslední době našel zpodobnění ve hře Ilinky Crvenkovské, která zkoumá mužovu schopnost ovládat svůj vlastní osud. Théseus byl v aktu o sebevraždě zabit Mínótaurem, kterého později zabijí zděšení měšťané.
Argentinský spisovatel Jorge Luis Borges se myšlenkou labyrintu zabývá ve svých krátkých povídkách. Tento symbol používají o další autoři, jako například Umberto Eco – Jméno růže, Mark Z. Danielewski – House of Leaves). Kromě toho fantasy série Rogera Zelaznyho – The Chronicles of Amber představuje labyrint nazvaný „the Pattern“, ve kterém chodí lidé, co mají moc se pohybovat mezi paralelními světy. V avantgardním filmu In the Labyrinth hledá autor smysl symbolů moderního labyrintu.
Labyrint je také důležitým předmětem ve výtvarném umění. Do 20. století patří například Piet Mondrianova Dam and Ocean (1915), (Přehrada a oceán, Joan Miró – Labyrint (1923), Pablo Picasso
Minotauromachia (1935), Maurits Cornelis Escher – Relativity (1953), Friedensreich Hundertwasser – Labyrinth (1957), Jean Dubuffet – Logological Cabinet (1970), Richard Long – Connemara sculpture (1971), Joe Tilson – Earth Maze (1975), Richard Fleischner – Chain Link Maze (1978) a István Orosz – Atlantis Anamorphosis (2000).

## Kulturní význam
V pradávných dobách se věřilo, že labyrinty sloužily jako past na zlé duchy nebo jako definované trasy pro rituální tance. Ve středověku je labyrint symbolem cesty k Bohu s jasně definovaným centrem (Bůh) a jedním vstupem (narození).
Labyrinty lze považovat za symbolickou formu pouti; lidé jí mohou projít, stoupající ke spáse nebo osvícení. Mnoho lidí si nemohlo nebo nemůže dovolit do vzdálených svatých míst a zemí cestovat a tato bludiště s modlitbou náročné cesty nahrazují. V pozdější době náboženský význam bludiště opadl a sloužily hlavně pro zábavu. V poslední době se však jejich duchovní aspekt znovu vrací.
Mnoho nově vyrobených bludišť dnes vzniká v kostelech a parcích. Labyrinty využívají moderní mystikové s cílem přispět k dosažení stavu rozjímání. Při chůzi v chodbičkách člověk sleduje směr, ztrácí vnímání okolního světa a ztiší svou mysl. Společnost Labyrinth Society na svých internetových stránkách poskytuje lokátor labyrintů všech míst na světě.

## Typy

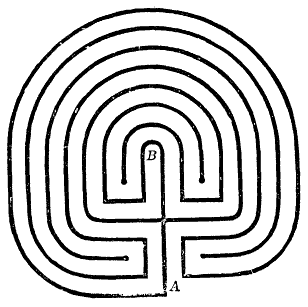
Klasický labyrint
Středověký kruhový labyrint
Chakravyuha trojnásobný vzor spirály.
Krétský kruhový labyrint
Krétský čtvercový labyrint
Trojitá spirála
Keltské bludiště (spirála)
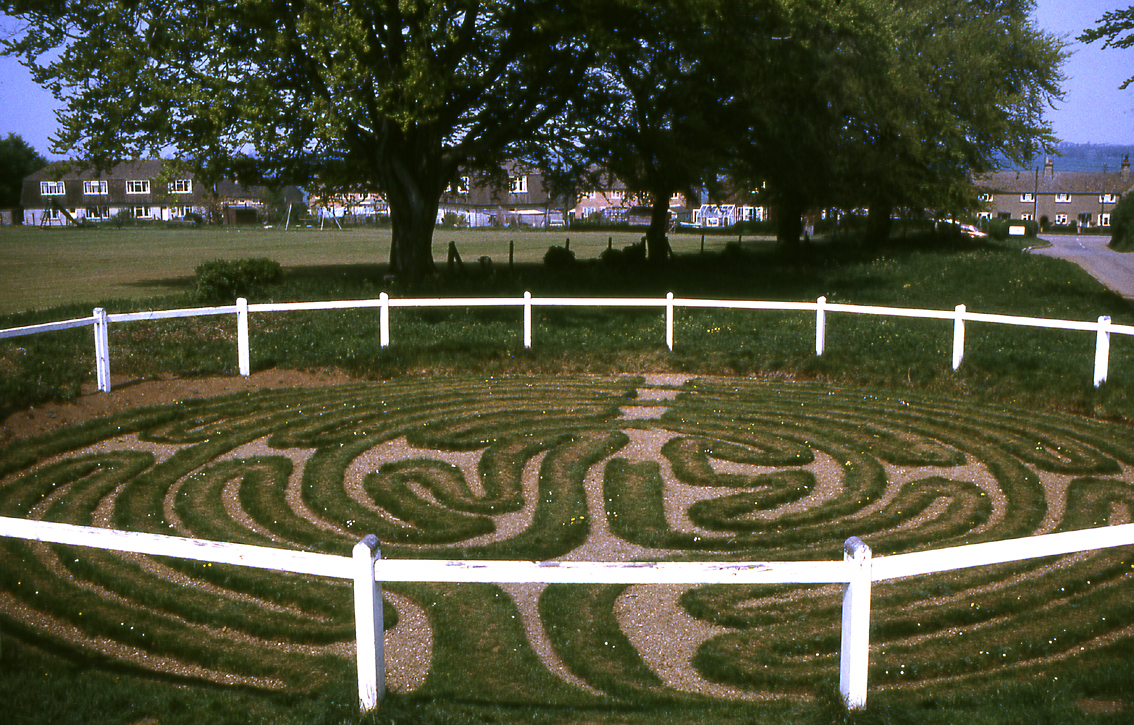
Trávníkový labyrint z Rutlandu v Anglii
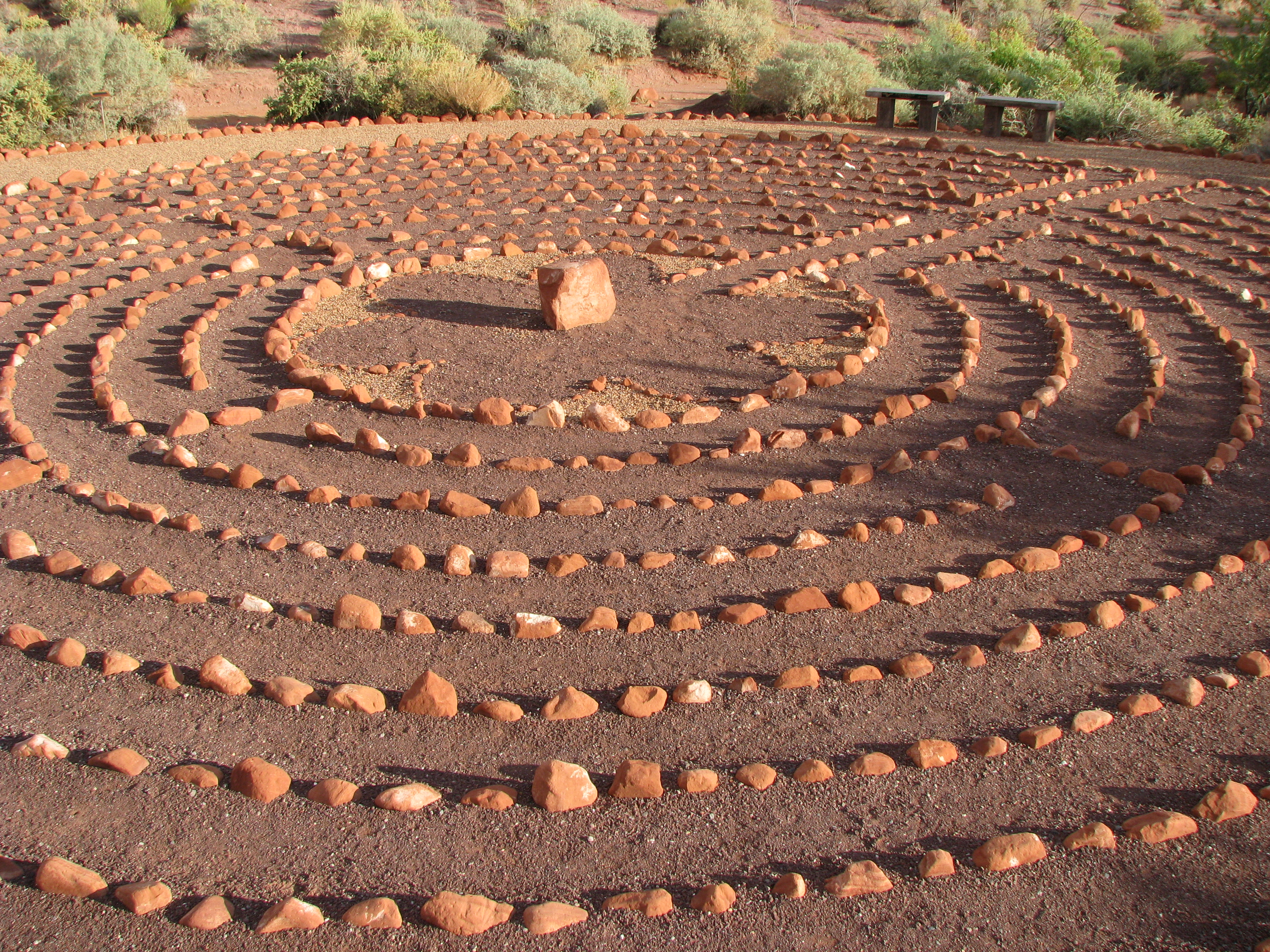
Kamenný labyrint
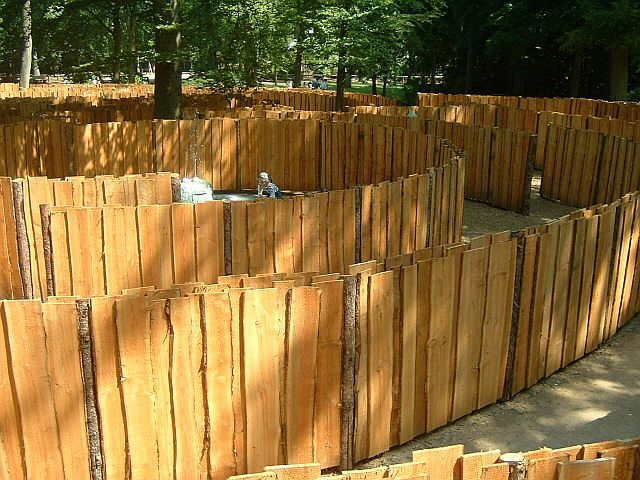
Prkenný labyrint
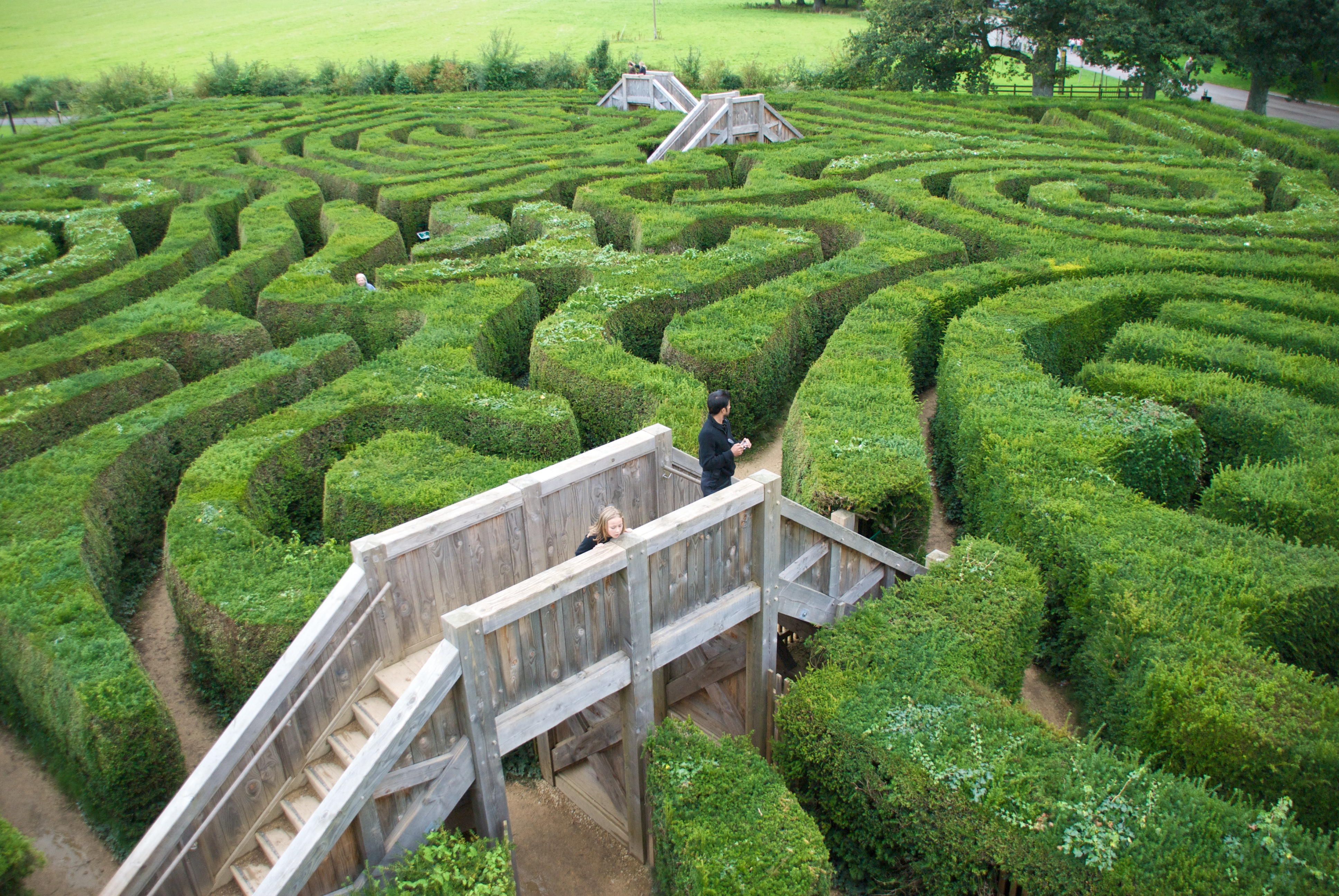
Labyrint z živého plotu
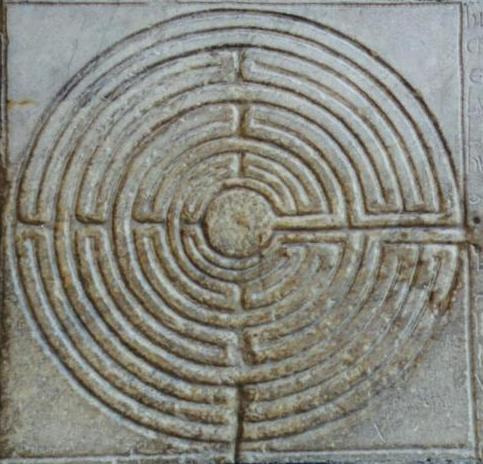
Nástěnný labyrint, ve chrámu Lucca, Itálie
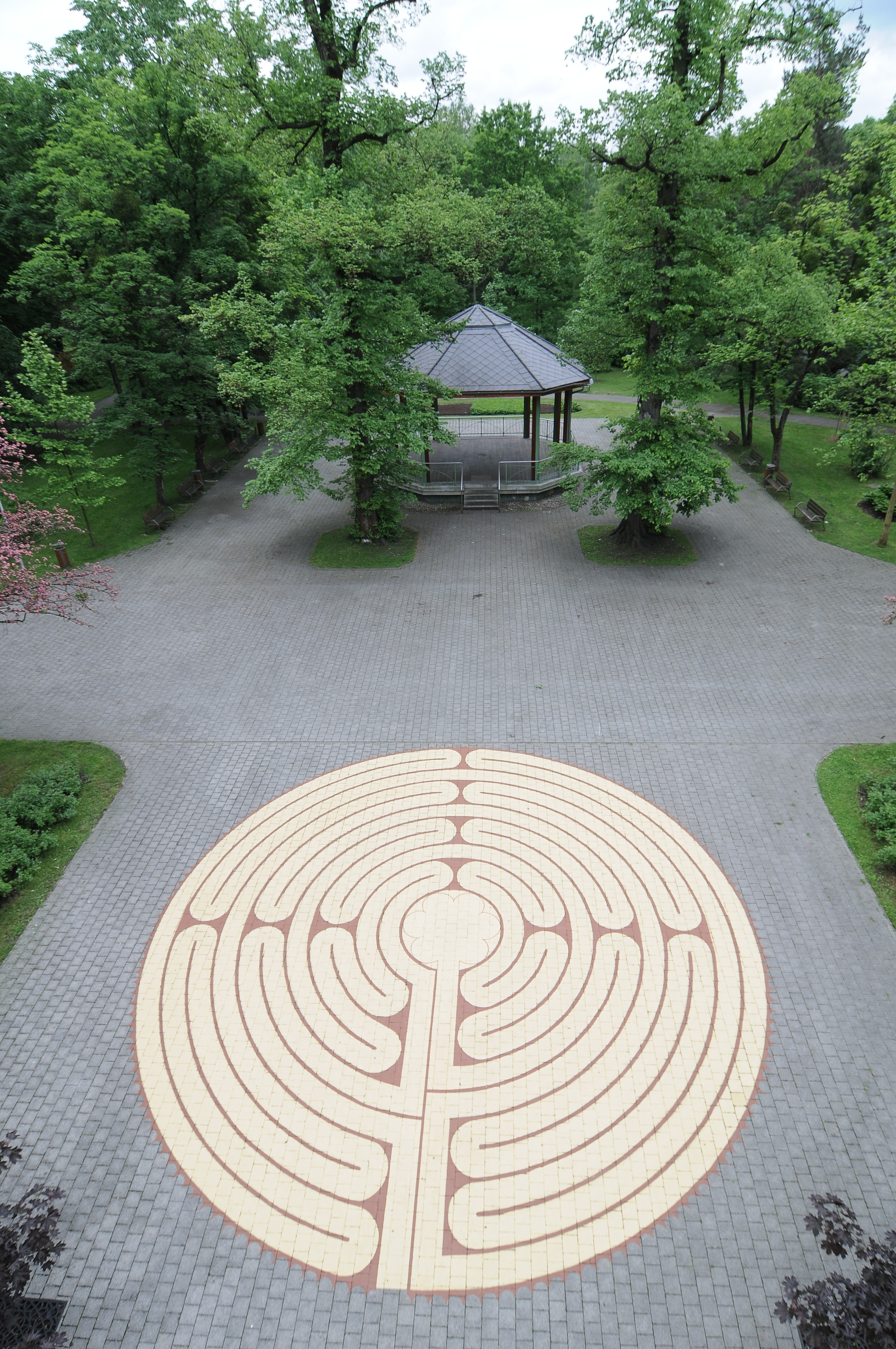
Malovaný labyrint Frýdek - Místek, sad B.Smetany. Česko.

## Galerie

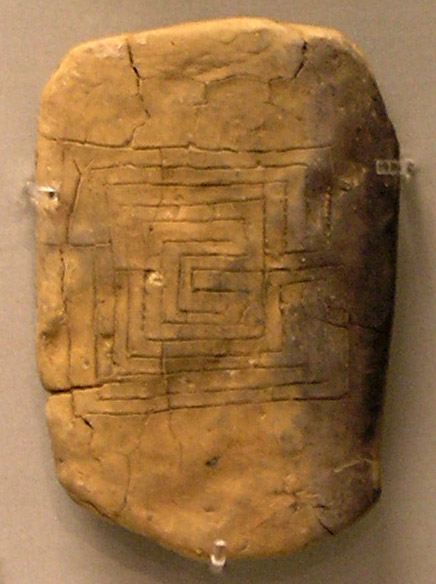
Pravděpodobně nejstarší labyrint na hliněné destičce z Pylosu. Národní archeologické muzeum, Atény.
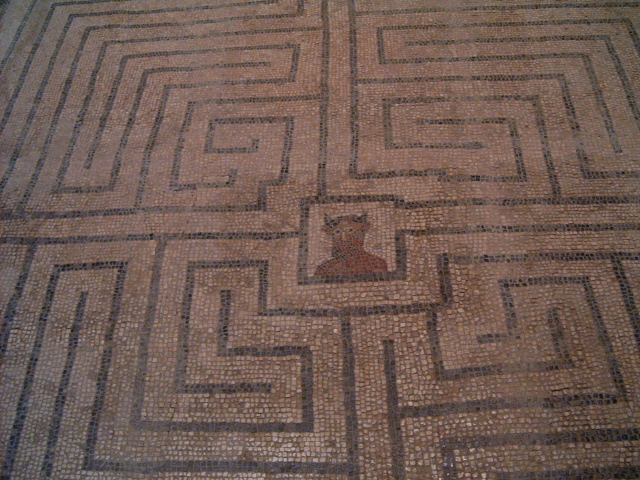
Mínotaurus na římské mozaice, Conímbriga, Portugalsko.
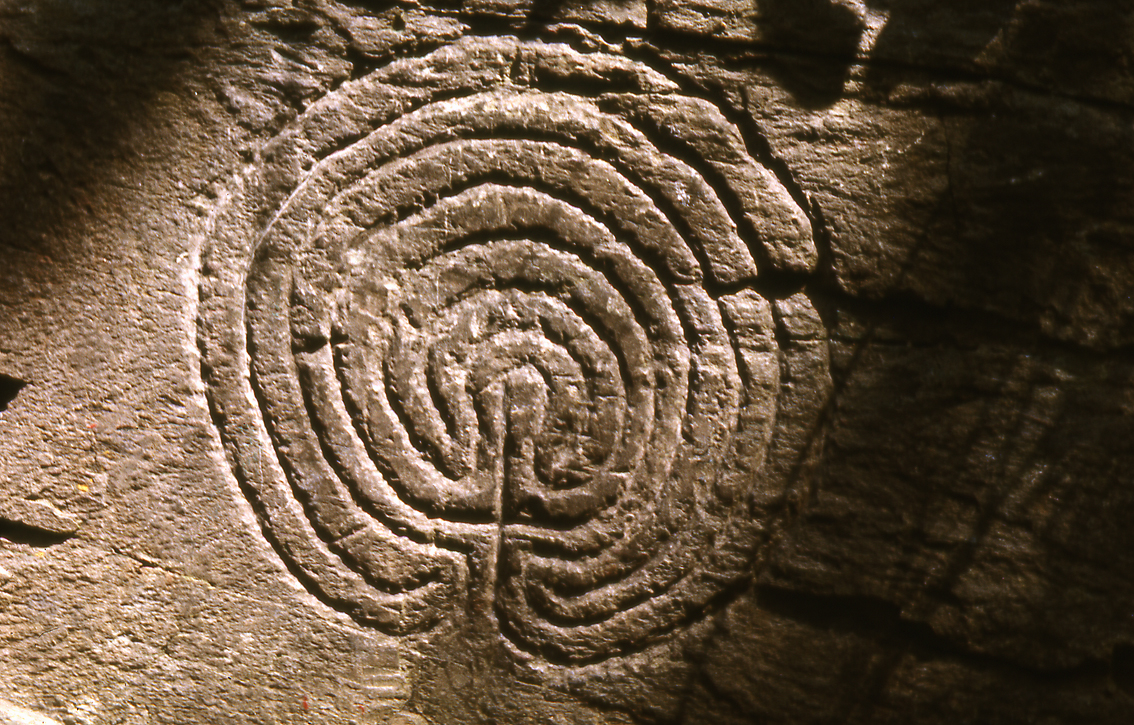
Typický labyrint o sedmi kruzích neznámého stáří v Rocky Valley poblíž Tintagelu, Cornwall, Spojené království.
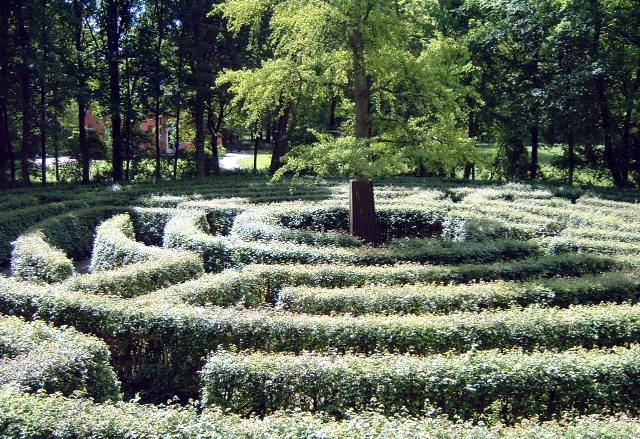
Veřejný labyrint z živého plotu v „anglické zahradě“ v Schönbuschském parku, Aschaffenburg, Německo.
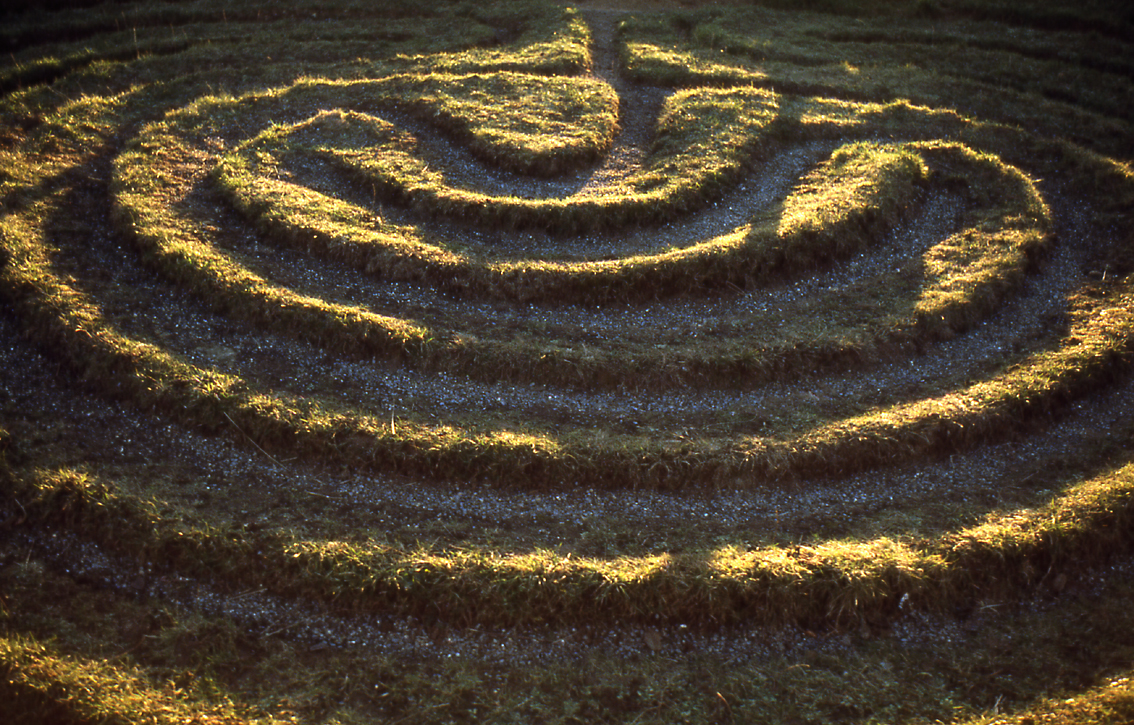
Malý trávníkový labyrint poblíž Dalby, Severní Yorkshire, Anglie.
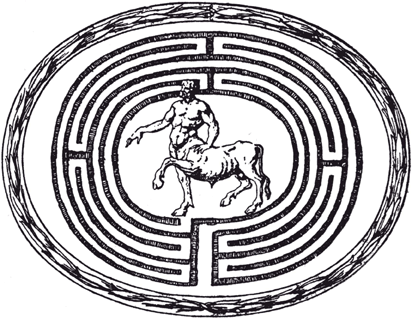
Mínotaurus uprostřed labyrintu na antickém šperku.
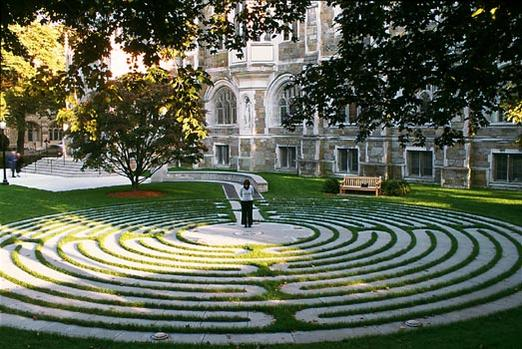
Memoriál výročí teroristických útoků z 11. září 2001; labyrint v Boston College, USA.
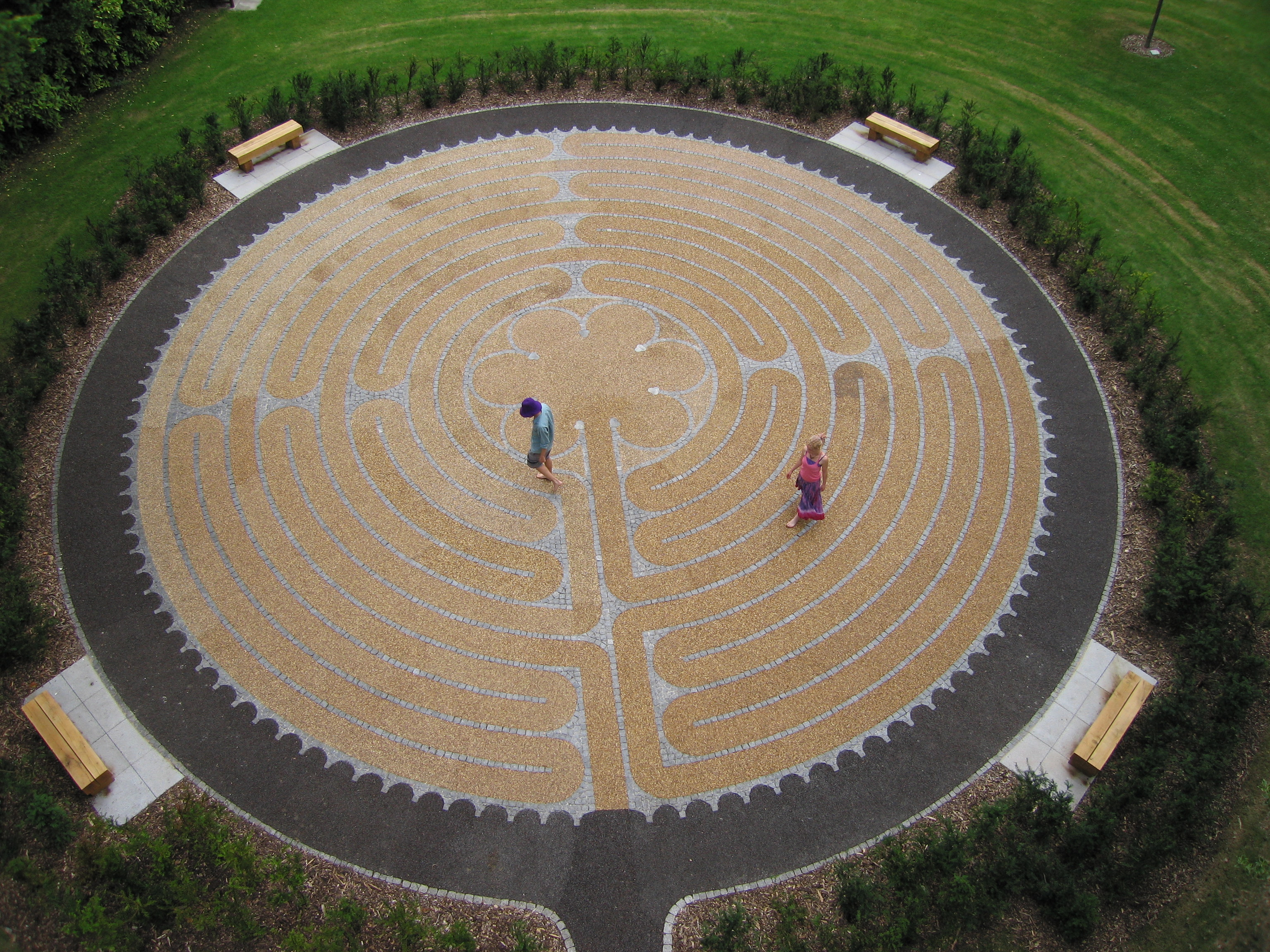
Edinburský labyrint, George Square Gardens, Skotsko, Spojené království
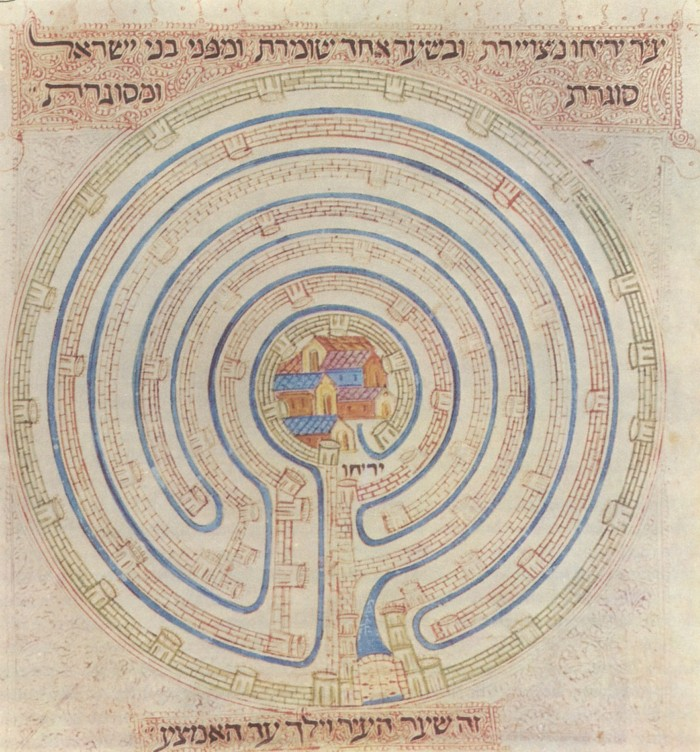
Ilustrace Jericho v Bibli ze 14. století
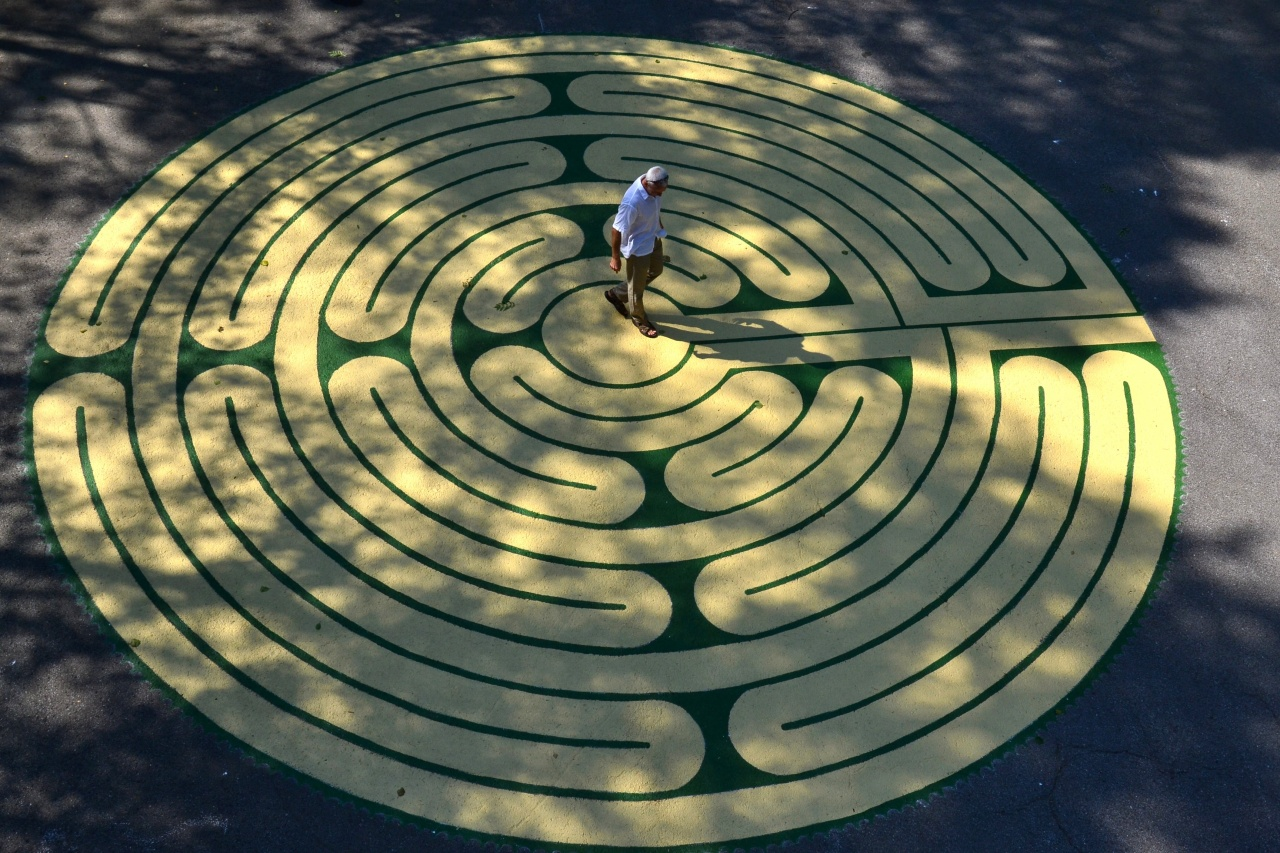
Labyrint Třinec. Česko.
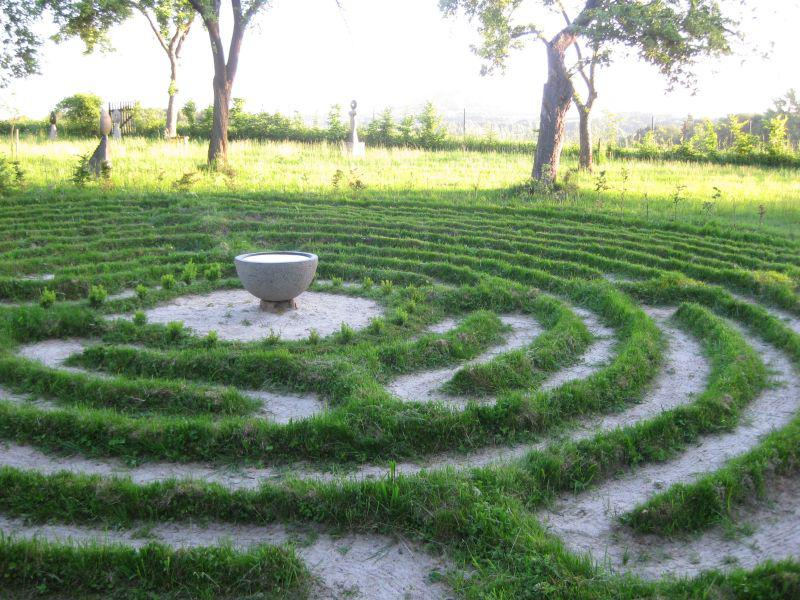
Labyrint v Malé skále ČR
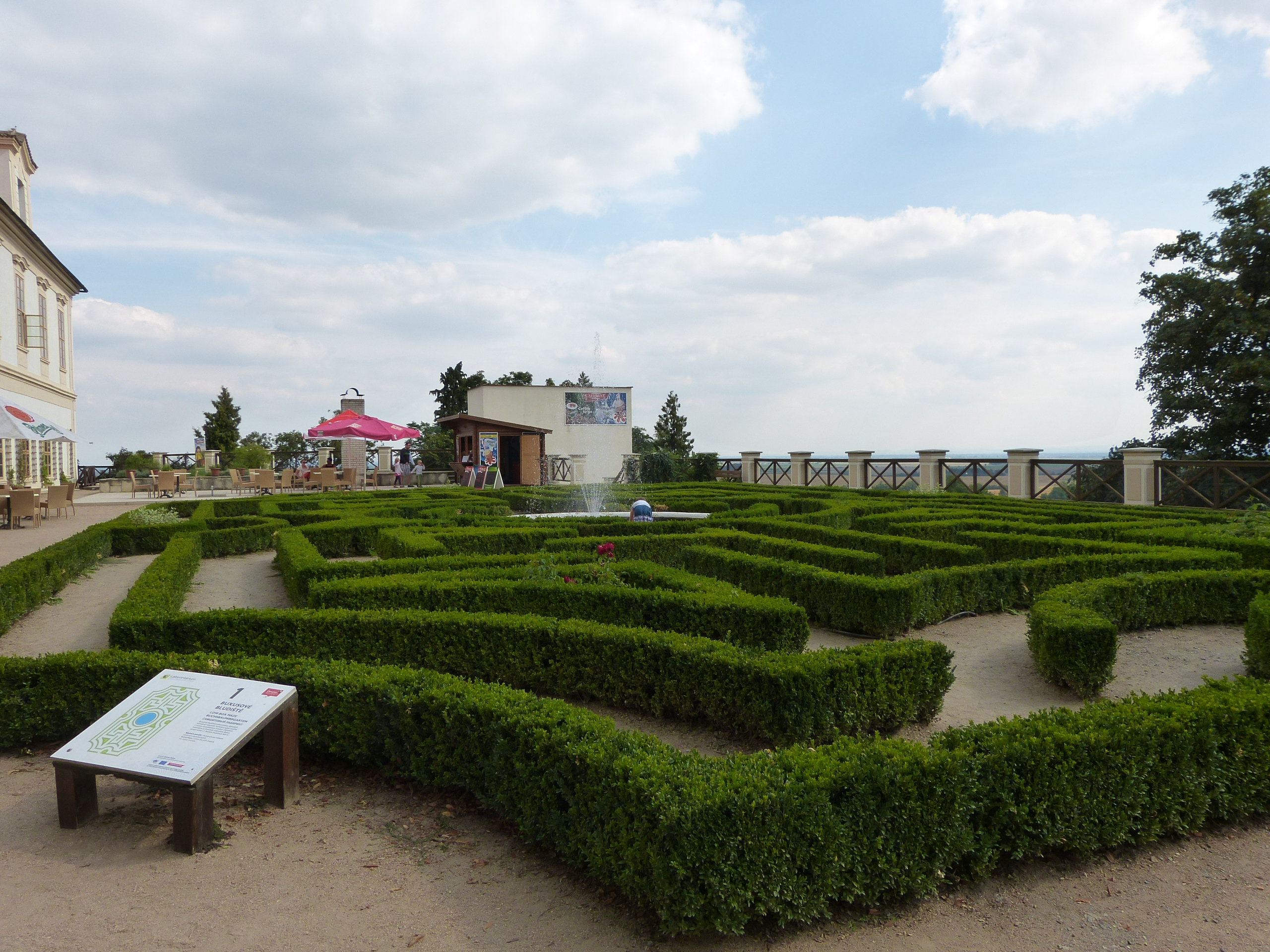
Labyrint u zámku Loučeň, Česko